# Scherma ai Giochi della III Olimpiade - Fioretto individuale maschile
La competizione del Fioretto individuale maschile dei Giochi della III Olimpiade si è svolta il 7 settembre 1904 presso il Physical Culture Gymnasium di Saint Louis.

## Risultati

### Gironi di semifinale
Si disputarono due gironi di semifinale, i primi due classificati accedevano alla finale.
Pool 1
| Pos. | Atleta                | Nazione     | Vittorie |
| ---- | --------------------- | ----------- | -------- |
| 1    | Ramón Fonst           | Cuba        | 4        |
| 2    | Albertson Van Zo Post | Stati Uniti | 3        |
| 3    | Fitzhugh Townsend     | Stati Uniti | 2        |
| 4    | Theodore Carstens     | Stati Uniti | 1        |
| 5    | William Grebe         | Stati Uniti | 0        |

Pool 2
| Pos. | Atleta          | Nazione     | Vittorie |
| ---- | --------------- | ----------- | -------- |
| 1    | Gustav Casmir   | Germania    | 3        |
| 2    | Charles Tatham  | Stati Uniti | 2        |
| 3    | Wilfred Holroyd | Regno Unito | 1        |
| 4    | Arthur Fox      | Stati Uniti | 0        |

### Finale
| Pos.    | Atleta                | Nazione     | Vittorie |
| ------- | --------------------- | ----------- | -------- |
| Oro     | Ramón Fonst           | Cuba        | 3        |
| Argento | Albertson Van Zo Post | Stati Uniti | 2        |
| Bronzo  | Charles Tatham        | Stati Uniti | 1        |
| 4       | Gustav Casmir         | Germania    | 0        |